# Онга (река)
Онга (яп. 遠賀川 Онгагава) — река в Японии на острове Кюсю. Протекает по территории префектуры Фукуока.
Исток реки находится под горой Умами (яп. 馬見山), на территории уезда Кахо. Онга протекает через город Иидзука, где в неё впадает Хонами, и через город Ногата, где в неё впадает Хикосан. Ниже Ногаты река протекает по равнине Ногата, и, объединившись с реками Инунаки и Сасао, впадает в плёс Хибики-нада Японского моря в посёлке Асия.
Длина реки составляет 61 км, на территории её бассейна (1026 км²) проживает около 618340 человек. Согласно японской классификации, Онга является рекой первого класса.
Около 80 % бассейна реки занимает природная растительность, около 14 % — сельскохозяйственные земли, около 6 % застроено.
Уклон реки в верховьях составляет около 1/200-1/600, в среднем течении и низовьях — 1/1600-1/2500. Среднегодовая норма осадков в реки составляет около 2100 мм в год.
В XX и XXI веках катастрофические наводнения происходили в 1953, 1979, 1980, 2003 и 2009 годах. Во время наводнения 1953 было затоплено 38791 домов. В 1979 году затопило более 6000 домов, в 2003 — 4566.